# Amos Arbour
Pour les articles homonymes, voir Arbour.
Amos Arbour (né le 26 janvier 1895 à Waubaushene en Ontario - mort le 1er novembre 1943 à Orillia en Ontario, au Canada) est un joueur de hockey sur glace.

## Carrière
Ce vétéran de la Première Guerre mondiale joua pour trois équipes différentes lors de son court passage dans la Ligue nationale de hockey, soit avec les défunts Tigers de Hamilton, les St. Pats de Toronto (aujourd'hui connu sous le nom de Maple Leafs) et avec les Canadiens de Montréal.
C'est en 1915 qu'il fut appelé à se joindre aux Canadiens de Montréal ayant l'année précédente évolué pour une équipe midget de la région de Toronto, en 1915-1916, la ligue nationale de hockey n'apparaissant que deux ans plus tard, l'équipe du Canadiens évoluait alors dans la National Hockey Association. Il gagna cette année-là un trophée qui deviendra légendaire, la Coupe Stanley.
Il fut ensuite transféré à une des meilleures équipes hors LNH de tous les temps, l'équipe représentant le 228e bataillon de Toronto avec qui, du même coup commença son service militaire.
Appelé à combattre pour son pays en 1917, il ne participera pas à la première saison de la LNH en 1917-1918.
Il put revenir au hockey durant la saison 1918-1919 où il rejoignît le Canadiens. Il restera encore à Montréal pour deux saisons avant d'être échangé avec Harry Mummery aux Tigers de Hamilton en retour de Sprague Cleghorn.
Il passera deux saisons avec eux avant de se voir transféré à nouveau, cette fois aux St. Pats de Toronto, en compagnie de Bert Corbeau et George Carey en échange de Ken Randall et des droits sur Corb Denneny. Après un an passé dans la ville Reine, il annoncera son retrait de la compétition en 1924. Il conclura sa carrière avec une fiche de 72 points en 113 parties.
Il décèdera quelques années plus tard de mort naturelle, le 1er novembre 1943, à l'âge de 48 ans.

## Statistiques
| Saison     | Équipe                    | Ligue         |     | Saison régulière | Saison régulière | Saison régulière | Saison régulière | Saison régulière |   | Séries éliminatoires | Séries éliminatoires | Séries éliminatoires | Séries éliminatoires | Séries éliminatoires |
| Saison     | Équipe                    | Ligue         | PJ  | B                | A                | Pts              | Pun              | PJ               | B | A                    | Pts                  | Pun                  |                      |                      |
| 1915-1916  | Canadiens de Montréal     | NHA           | 20  | 5                | 0                | 5                | 6                | —                | — | —                    | —                    | —                    |                      |                      |
| 1915-1916  | Canadiens de Montréal     | Coupe Stanley | —   | —                | —                | —                | —                | 4                | 3 | 0                    | 3                    | 11                   |                      |                      |
| 1916-1917  | 228e bataillon de Toronto | NHA           | 10  | 14               | 3                | 17               | 6                | —                | — | —                    | —                    | —                    |                      |                      |
| 1918-1919  | Canadien de Montréal      | LNH           | 1   | 0                | 0                | 0                | 0                | —                | — | —                    | —                    | —                    |                      |                      |
| 1919-1920  | Canadien de Montréal      | LNH           | 22  | 21               | 5                | 26               | 13               | —                | — | —                    | —                    | —                    |                      |                      |
| 1920-1921  | Canadien de Montréal      | LNH           | 23  | 15               | 3                | 18               | 40               | —                | — | —                    | —                    | —                    |                      |                      |
| 1921-1922  | Tigers de Hamilton        | LNH           | 23  | 9                | 6                | 15               | 8                | —                | — | —                    | —                    | —                    |                      |                      |
| 1922-1923  | Tigers de Hamilton        | LNH           | 23  | 6                | 3                | 9                | 12               | —                | — | —                    | —                    | —                    |                      |                      |
| 1923-1924  | St. Pats de Toronto       | LNH           | 21  | 1                | 3                | 4                | 4                | —                | — | —                    | —                    | —                    |                      |                      |
| Totaux LNH | Totaux LNH                | Totaux LNH    | 113 | 52               | 20               | 72               | 77               | —                | — | —                    | —                    | —                    |                      |                      |
| Totaux NHA | Totaux NHA                | Totaux NHA    | 30  | 19               | 3                | 22               | 12               | —                | — | —                    | —                    | —                    |                      |                      |

## Honneurs et trophées
National Hockey Association
- vainqueur de la Coupe Stanley en 1916

## Transactions en carrière
- 23 janvier 1919 : signe à titre d'agent libre avec les Canadiens de Montréal.
- 26 novembre 1921 : échangé aux Tigers de Hamilton avec Harry Mummery en retour de Sprague Cleghorn.
- 14 décembre 1923 : échangé aux Maple Leafs de Toronto avec Bert Corbeau et George Carey en retour de Ken Randall, des droits sur Corb Denneny et une somme d'argent.